# Aviației
Aviației ist ein Stadtviertel hauptsächlich im Sektor 1, aber auch im Sektor 2, der rumänischen Hauptstadt Bukarest.

## Geografie

Lage in der Stadt Bukarest

Aviației befindet sich in Osten der Sektors 1 und im Norden der Stadt Bukarest. Im Süden fließt der Fluss Colentina. Im Norden liegt das Viertel Băneasa, im Osten Pipera, im Süden Floreasca und im Westen der Herăstrau-Park.